# My Dearest
「My Dearest」(마이 디어리스트)는 supercell의 4번째 싱글이다. 2011년 11월 23일에 Sony Records에서 발매되었다.

## 개요
전작 「적란운 그라피티/Fallin' Fallin' Fallin'」에서 약 3개월만의 발매가 되는 2011년 2번째 싱글. 표제곡 「My Dearest」는 후지 TV계 애니메이션 「길티 크라운」의 전기 오프닝 테마에 기용되었다. 첫회 한정반 동고 DVD에는 표제곡의 PV 외 「길티 크라운」트레일러 130 sec, 「길티 크라운」오프닝 논크레딧 무비가 수록되고 있다.
전곡이 1개의 이야기로서 설정되어 있다. 이야기는, 주인공 소녀가 소년을 돕기 위해서 스스로를 희생해, 이것에 절망한 소년이 소녀의 곁으로 여행을 떠난다고 하는 내용이다.

## 수록곡
（전작사, 작곡, 편곡:ryo）
1. My Dearest [5:38]
후지 TV계 애니메이션 「길티 크라운」전기 오프닝 테마
가사 작성 즈음 길티 크라운(GUILTY CROWN)을 직역한 「죄의 왕관」에서 가시나무의 관을 감싼 그리스도를 연상했기 때문에 종교에는 철학은 불가결이라고 생각해 니체의 철학서에 기재되어 있는 「상실에 대해 파악하는 방법」을 베이스로 가사를 작성했지만[2] 그 밖에 신약 성서 등도 참고로 하고 있다[1].
표제의 「My Dearest」는 소중한 사람을 잃었을 때 남겨진 사람의 마음으로 붙였다[1].
곡조는 질주감이 있는, 빛나는 드라마틱한 구성으로 완성됐다[1].
2. 죄인(罪人) [3:34]
ryo 가라사대 「사랑하는 사람이 죽었을 때 「어째서 대신 죽을 수 없었을까」라는 세계관으로, 혼자 남은 소년이 소녀의 죽음으로 절망하고 뒤를 쫓는 설정 등은 길티 크라운의 세계관이 반영되어 자살은 죄라는 것을 시사한다는 교훈적인 내용도 포함하고 있다[3].
3. 대빈민(大貧民) [4:20]
4. My Dearest（TV Edit） [1:33]
5. My Dearest（Instrumental）
6. 죄인（Instrumental）
7. 대빈민（Instrumental）
8. My Dearest（TV Edit）（Instrumental）

DVD（초회 한정반만）
1. My Dearest Music Clip
2. 「길티 크라운」트레일러 130sec. (Ver.2)
3. 「길티 크라운」Opening 논크레딧 무비